# William, It Was Really Nothing
William, It Was Really Nothing è un brano della band inglese The Smiths.
Pubblicato anche come singolo, il 24 agosto del 1984 dalla Rough Trade, il disco raggiunse la posizione numero 17 nella Official Singles Chart, la classifica inglese di vendite.
Il brano è contenuto anche nelle raccolte Hatful of Hollow, del 1984, e nella successiva Louder Than Bombs uscita nel 1987.

## Realizzazione
Quinto singolo della band scritto dalla coppia Morrissey/Marr, registrato presso i Jam Studios di Londra nel luglio 1984 e prodotto da John Porter, venne (pare) dedicata dal cantante alla sulla sua breve amicizia (forse amorosa) con Billy Mackenzie, frontman degli Associates, che poi rese il favore includendo nell'album Double Hipness (del 2000) una canzone intitolata Stephen You're Really Something.  Secondo altri, invece, è probabile che il testo possa riferirsi al film Billy Liar, diretto da John Schlesinger nel 1963 e tratto da un racconto di Keith Waterhouse e fonte di molti versi delle canzoni scritte da Morrissey, come solista o negli Smiths.
"Mi venne in mente che nella musica popolare, si è sempre discusso di matrimonio dal punto di vista femminile"  disse Morrissey parlando della sua canzone  "interpreti donne che cantano per le donne cose tipo non sposarti, rimani single, auto-conservazione, etc... Ho pensato che fosse giunto il momento di una voce maschile che parla direttamente a un altro uomo dicendo che il matrimonio è una perdita di tempo e che di fatto era absolutely nothing".
In un'intervista pubblicata nel numero di settembre del magazine inglese Record Mirror, Johnny Marr, interrogato riguardo alle interpretazioni gay di testi come William disse di "non essere ancora riuscito a capire del tutto il punto di vista dei suoi (di Morrissey, ndr) testi. Solitamente"  prosegue il chitarrista  " i suoi testi sono molto chiari per me, ma questo mi sta prendendo un po' più di tempo. William è una canzone abbastanza stravagante, davvero. Io non credo che distruggerà tutte le regole della musica pop, ma iniziare una canzone con un verso breve e poi farla seguire con tre cori è una cosa abbastanza particolare. Quando abbiamo iniziato, con gli Smiths, ho pensato che sarebbe stato bello giocare con l'ambiguità dei testi di Morrissey. Ma non come nuovo messia del movimento gay o qualcosa del genere, ho solo pensato a quanto sono stato fortunato ad essere coinvolto in una band che scriveva canzoni così dolci. Non mi sconvolgerebbe se domani Morrissey iniziasse a scrivere a-boy-meets-girl type song ma è un bene avere testi che non si rivolgono a nessun genere in particolare. Uno dei motivi per cui i nostri dischi sono senza tempo è perché i testi sono così buoni e qualsiasi gay ci sia dentro, mi associo al 100 per cento".
Il 30 agosto del 1984, la band presentò la canzone a Top of the Pops e durante l'esibizione Morrissey si spogliò della camicia per rivelare una scritta sul petto, con le parole Marry Me.

## Copertina
La foto di copertina è tratta da un annuncio pubblicato nei primi anni ottanta che pubblicizzava degli altoparlanti ADS e raffigura un uomo seduto sul bordo del letto con alle spalle uno di questi oggetti.
Per motivi legali, in seguito, le copertine vennero prodotte con nuovo artwork: una foto dell'attrice inglese Billie Whitelaw tratta dal film L'errore di Vivere diretto da Albert Finney, nel 1967. Sul vinile dei 7" e del 12" è incisa la frase: THE IMPOTENCE OF ERNEST / ROMANTIC AND SQUARE IS HIP AND AWARE.

## Tracce
- UK 7"

1. William, It Was Really Nothing - 2:10
2. Please, Please, Please Let Me Get What I Want - 1:50

- UK 12"

1. William, It Was Really Nothing - 2:10
2. How Soon Is Now? - 6:43

- UK CDs (1988)

1. William, It Was Really Nothing - 2:10
2. How Soon Is Now? - 6:43
3. Please, Please, Please Let Me Get What I Want - 1:50

## Formazione
- Morrissey – voce
- Johnny Marr – chitarra, pianoforte
- Andy Rourke – basso
- Mike Joyce – batteria